# هاري هيل (ملاكم)
هاري هيل (1827 في المملكة المتحدة - 27 أغسطس 1896 في الولايات المتحدة) هو مصارع هاوي وملاكم أمريكي.